# مالك باديان
مالك باديان (بالفرنسية: Malick Badiane)‏ مواليد 1984 في داكار، هو لاعب كرة سلة سنغالي. بدأ مسيرته الاحترافية في سنة 2000. تم اختياره من قبل فريق هيوستن روكتس خلال الدرافت. يبلغ طوله 6 قدم 11 بوصة (2.1 م).

## المسيرة الاحترافية
لعب مع سكايلاينرز فرانكفورت في الدوري الألماني من سنة 2003 إلى 2006، ثم لعب مع أرتلاند دراغونز في موسم 2006–2007، ثم لعب مع جاي دي أيه ديجون في الدوري الفرنسي في سنة 2007، ثم لعب مع جاي إس إف نانتير في موسم 2009–2010.

## روابط خارجية
- مالك باديان على موقع الاتحاد الدولي لكرة السلة (الإنجليزية)
- مالك باديان على موقع الدوري الأوروبي لكرة السلة (الإنجليزية)
- مالك باديان على موقع كرة السلة الأوروبية.كوم (الإنجليزية)
- مالك باديان على موقع ريلجم (الإنجليزية)
- مالك باديان على موقع بروبوليرز (الإنجليزية)
- مالك باديان على موقع سبورتس رفرنس (الإنجليزية)
- مالك باديان على موقع سبورتس رفرنس (الإنجليزية)